# John M. Jackson
John Murice Jackson (Baton Rouge, Luisiana, 1 de junio de 1950) es un actor estadounidense, que se volvió conocido por su papel en la serie JAG.

## Bíografía
Jackson nació en Luisiana, pero se crio en Austin, Texas. Jugó fútbol americano, primero en la secundaria, y luego para los Longhorns de la Universidad de Texas, antes de que una lesión le obligase a abandonar dicho deporte. Después de terminar la universidad, regresó a Austin para enseñar Estudios Sociales en la escuela secundaria Lyndon B. Johnson.
Cuando llegaba a los treinta años, Jackson comenzó a hacer teatro en un centro local. En 1980 se trasladó a Nueva York y, más tarde, a Hollywood, para su carrera como actor. Allí interpretó pequeños papeles en numerosos programas de televisión y en películas de cine, de 1987 a 1989, sobre todo en el papel recurrente de Daryl Elias en la serie estadounidense Wiseguy. Antes de que fuese contratado para JAG interpretó en A Few Good Men (1992), el papel del capitán West. Otras películas, en las que participó fueron Perfect World y Glimmer Man.
A partir de 1996, interpretó durante ocho temporadas de la serie de televisión JAG al contraalmirante Albert Jethro A. J. Chegwidden, el Judge Advocate General de la Marina de los Estados Unidos. En la serie Bones, interpretó en seis episodios al director del FBI Sam Cullen. También interpretó al embajador de Texas en el último episodio de Jericó. Últimamente ha tenido breves apariciones en otras series de televisión.
Jackson está casado con Jana Gale Jackson Hawkins (no confundir con la cantante de gospel con el mismo nombre), con la que tendría dos hijos. Su hijo Conor juega al béisbol en la Liga mayor para los Arizona Diamondbacks.

## Filmografía (Selección)
- 1983: Local Hero
- 1986: The Hitcher (Carretera al infierno)
- 1987: MacGyver (serie de televisión, Episodio 2x14)
- 1989: Traveling Man
- 1990: Spionenbande (Family of Spies)
- 1991: Career Opportunities (Destinos opuestos)
- 1991: Love, Lies and Murder (Amor, mentiras y asesinato)
- 1991: Eve of Destruction
- 1992: Ilusiones rotas (Deadly Matrimony)
- 1992: A Few Good Men (Algunos hombres buenos)
- 1992: Crash Landing: The Rescue of Flight 232
- 1994: Roswell (Los visitantes de otro mundo, telefilm)
- 1996: Glimmer Man
- 1996-2004: JAG (serie de televisión)
- 2005-2006: Bones (serie de televisión)
- 2008: Anatomía de Grey (serie de televisión)
- 2008: Without a Trace (serie de televisión)
- 2010: CSI: Crime Scene Investigation (serie de televisión)
- 2011: Castle (serie de televisión, episodio 4x01)
- 2012: Private Practice (serie de televisión)
- 2013: NCIS (serie de televisión, Consecuencia de 10x24)
- 2013: Criminal Minds (serie de televisión, Consecuencia de 9x03)
- 2017: NCIS: L. A. (serie de televisión, Consecuencia de 8x15)
- 2017: Gifted (Un don excepcional)